# Paardensport op de Olympische Zomerspelen 1976
Paardensport is een van de sporten die beoefend werden tijdens de Olympische Zomerspelen 1976 in Montréal, Canada. Er werden in Montreal 6 onderdelen afgewerkt in 3 categorieën met telkens een individueel onderdeel en een onderdeel voor landenteams: de military, de dressuur en het springconcours.
België behaalde op deze Spelen twee medailles bij paardensport: een bronzen medaille bij "springconcours individueel" en een bronzen medaille bij "springconcours teams".
Nederland behaalde op dit onderdeel geen medailles.

## dressuur

### individueel
| rang   | sporter                  | paard    | land | score |
| ------ | ------------------------ | -------- | ---- | ----- |
| Goud   | Christine Stückelberger  | Granat   | SUI  | 1486  |
| Zilver | Harry Boldt              | Woycek   | FRG  | 1435  |
| Brons  | Reiner Klimke            | Mehmed   | FRG  | 1395  |
| 4      | Gabriela Grillo          | Ultimo   | FRG  | 1257  |
| 5      | Dorothy Morkis           | Monaco   | USA  | 1249  |
| 6      | Viktor Oegrjoemov        | Said     | URS  | 1247  |
| 7      | Christilot Hanson-Boylen | Gaspano  | CAN  | 1217  |
| 8      | Ulla Petersen            | Chigwell | DEN  | 1192  |

### team
| rang   | sporter                                                  | paard                          | land | score          | totaal |
| ------ | -------------------------------------------------------- | ------------------------------ | ---- | -------------- | ------ |
| Goud   | Harry Boldt Reiner Klimke Gabriela Grillo                | Woycek Mehmed Ultimo           | FRG  | 1863 1751 1541 | 5155   |
| Zilver | Christine Stückelberger Ulrich Lehmann Doris Ramseier    | Granat Widin Roch              | SUI  | 1869 1425 1390 | 4684   |
| Brons  | Hilda Gurney Dorothy Morkis Edith Master                 | Keen Monaco Dahlwitz           | USA  | 1607 1559 1481 | 4647   |
| 4      | Viktor Oegrjoemov Ivan Kalita Ivan Kizimov               | Said Tarif Rebus               | URS  | 1597 1520 1425 | 4542   |
| 5      | Christilot Hanson-Boylen Lorraine Stubbs Barbara Stracey | Gaspano True North Jungherr II | CAN  | 1590 1549 1399 | 4538   |
| 6      | Ulla Petersen Tonny Jensen Nils Haagensen                | Chigwell Fox Lowenstern        | DEN  | 1552 1521 1375 | 4448   |
| 7      | Jo Rutten Louky van Olphen-van Amstel Marjolijn Greeve   | Banjo Aleric Lucky Boy         | NED  | 1533 1449 1398 | 4380   |
| 8      | Sarah Whitmore Jennie Loriston-Clarke Diana Mason        | Junker Cadett Special Ed       | GBR  | 1375 1326      | 4076   |

## eventing

### individueel
| rang   | sporter        | paard           | land | score   |
| ------ | -------------- | --------------- | ---- | ------- |
| Goud   | Edmund Coffin  | Bally-Cor       | USA  | -114.99 |
| Zilver | Michael Plumb  | Better & Better | USA  | -125.85 |
| Brons  | Karl Schultz   | Madrigal        | FRG  | -129.45 |
| 4      | Richard Meade  | Jacob Jones     | GBR  | -141.35 |
| 5      | Wayne Roycroft | Laurenson       | AUS  | -178.04 |
| 6      | Gerard Sinnott | Croghan         | IRL  | -178.85 |
| 7      | Jean Valat     | Vampire         | FRA  | -187.70 |
| 8      | Joeri Salnikov | Rumpel          | URS  | -189.46 |

### team
| rang   | sporter                                                             | paard                                               | land | score                           | totaal  |
| ------ | ------------------------------------------------------------------- | --------------------------------------------------- | ---- | ------------------------------- | ------- |
| Goud   | Edmund Coffin Michael Plumb Bruce Davidson Mary Anne Tauskey        | Bally-Cor Better & Better Irish-Cap Marcus Aurelius | USA  | -114.99 -125.85 -200.16 -269.49 | -441.00 |
| Zilver | Karl Schultz Herbert Blöcker Helmut Rethemeier Otto Ammermann       | Madrigal Albrant Pauline Volturno                   | FRG  | -129.45 -213.15 -242.00 DNF     | -584.60 |
| Brons  | Wayne Roycroft Mervyn Bennett Bill Roycroft Denis Pigott            | Laurenson Regal Reign Version Hillstead             | AUS  | -178.04 -206.04 -215.46 -246.51 | -599.54 |
| 4      | Euro Federico Roman Mario Turner Alessandro Argenton Giovanni Bossi | Shamrock Tempest Blisland Woodland Boston           | ITA  | -194.14 -213.19 -274.91 DNF     | -682.24 |
| 5      | Joeri Salnikov Valeri Dvorjaninov Viktor Kalinin Pjotr Gornoesjko   | Rumpel Zeila Araks Gusar                            | URS  | -189.46 -218.25 -313.84 DNF     | -721.55 |
| 6      | Juliet Graham Cathy Wedge Robin Hahn James Day                      | Sumatra City Fella L'Esprit Viceroy                 | CAN  | -202.69 -286.76 -319.36 DNF     | -808.81 |

## springconcours

### individueel
| rang   | sporter             | paard            | land | score |
| ------ | ------------------- | ---------------- | ---- | ----- |
| Goud   | Alwin Schockemöhle  | Warwick Rex      | FRG  | 0.00  |
| Zilver | Michel Vaillancourt | Branch County    | CAN  | 12.00 |
| Brons  | François Mathy      | Gai Luron        | BEL  | 12.00 |
| 4      | Debbie Johnsey      | Moxy             | GBR  | 12.00 |
| 5      | Frank Chapot        | Viscount         | USA  | 16.00 |
| 5      | Guy Creighton       | Mr. Dennis       | AUS  | 16.00 |
| 5      | Marcel Rozier       | Bayard de Maupas | FRA  | 16.00 |
| 5      | Hugo Simon          | Lavendel         | AUT  | 16.00 |

### team
| rang   | sporter                                                                                        | paard                                           | land | score                   | totaal |
| ------ | ---------------------------------------------------------------------------------------------- | ----------------------------------------------- | ---- | ----------------------- | ------ |
| Goud   | Hubert Parot Marcel Rozier Marc Roguet Michel Roche                                            | Rivage Bayard de Maupas Belle de Mars Un Espoir | FRA  | 12.00 24.00 32.00       | 40.00  |
| Zilver | Alwin Schockemöhle Hans Günter Winkler Sönke Sönksen Paul Schockemöhle                         | Warwick Rex Torphy Kwepe Agent                  | FRG  | 12.00 16.00 20.00 24.00 | 44.00  |
| Brons  | Eric Wauters François Mathy Edgard-Henri Cuepper Stanny Van Paesschen                          | Gute Sitte Gai Luron Le Champion Porsche        | BEL  | 15.00 20.00 28.00 36.00 | 63.00  |
| 4      | Frank Chapot Robert Ridland William Brown Michael Matz                                         | Viscount South Side Sandsablaze Grande          | USA  | 16.00 20.00 28.00 40.00 | 64.00  |
| 5      | James Day Michel Vaillancourt Ian Millar Jim Elder                                             | Sympatico Branch County Countdown Raffles II    | CAN  | 20.00 20.50 27.50 36.00 | 64.50  |
| 6      | Luis Alvarez de Cervera Alfonso Segovia Segovia José María Rosillo Torres Eduardo Amorós Lluch | Acorne Val de Loire Agamenon Limited Edition    | ESP  | 16.00 23.00 36.00 39.00 | 71.00  |
| 7      | Debbie Johnsey Rowland Fernyhough Peter Robeson Graham Fletcher                                | Moxy Bouncer Law Court Hideaway                 | GBR  | 24.00 31.00 32.00 36.00 | 76.00  |
| 8      | Fernando Hernández Fernando Senderos Luis Razo Carlos Aguirre                                  | Fascination Jet Run Pueblo Consejero            | MEX  | 24.00 28.50 38.25       | 76.25  |

## Medaillespiegel
| rang   | land                     | goud | zilver | brons | totaal |
| ------ | ------------------------ | ---- | ------ | ----- | ------ |
| 1      | Bondsrepubliek Duitsland | 2    | 3      | 2     | 7      |
| 2      | Verenigde Staten         | 2    | 1      | 1     | 4      |
| 3      | Zwitserland              | 1    | 1      | 0     | 2      |
| 4      | Frankrijk                | 1    | 0      | 0     | 1      |
| 5      | Canada                   | 0    | 1      | 0     | 1      |
| 6      | België                   | 0    | 0      | 2     | 2      |
| 7      | Australië                | 0    | 0      | 1     | 1      |
| totaal | totaal                   | 6    | 6      | 6     | 18     |

Parijs 1900 · 
Stockholm 1912 · 
Antwerpen 1920 · 
Parijs 1924 · 
Amsterdam 1928 · 
Los Angeles 1932 · 
Berlijn 1936 · 
Londen 1948 · 
Helsinki 1952 · 
Melbourne 1956 · 
Rome 1960 · 
Tokio 1964 · 
Mexico-stad 1968 · 
München 1972 · 
Montréal 1976 · 
Moskou 1980 · 
Los Angeles 1984 · 
Seoel 1988 · 
Barcelona 1992 · 
Atlanta 1996 · 
Sydney 2000 · 
Athene 2004 · 
Peking 2008 · 
Londen 2012 · 
Rio de Janeiro 2016 · 
Tokio 2020 · 
Parijs 2024 · 
Los Angeles 2028
Medaillewinnaars
Atletiek · Basketbal · Boksen · Boogschieten · Gewichtheffen · Handbal · Hockey · Judo · Kanovaren · Moderne vijfkamp · Paardensport · Roeien · Schermen · Schietsport · Schoonspringen · Turnen · Voetbal · Volleybal · Waterpolo · Wielersport · Worstelen · Zeilen · Zwemmen